# Dungeons and Dragons: Computer Fantasy Game
Dungeons & Dragons: Computer Fantasy Game (aussi appelé Pocket Dungeons & Dragons dans les catalogues Mattel) est un jeu électronique de poche créé par Mattel Electronics et sorti en 1981. Il s’agit d’un des premiers jeux électroniques portables inspirés de l’univers de Donjons et Dragons. Le jeu proposait une expérience simple, où le joueur explorait des donjons, combattait des monstres, et recherchait des trésors, le tout avec une interface rudimentaire basée sur des voyants lumineux et des sons. C'était une tentative précoce d'adapter la complexité du jeu de rôle sur table à un format électronique.

## Système de jeu
Le joueur doit se déplacer dans un labyrinthe, sorte de damier aux cases invisibles, à la recherche d'une flèche magique, qui lui permettra de vaincre le dragon qui l'habite. Pour chaque déplacement, un symbole apparaît pour indiquer la présence d'un piège, d'un objet ou du dragon sur une case adjacente, sans toutefois indiquer sa direction. Le joueur peut également trouver un grappin, permettant de continuer sa route au cas où il tomberait sur une case piégée.
Ce système de jeu est identique à celui de Master of the Universe Electronic Game, également édité par Mattel, et seuls les motifs LCD changent.

## Développement
En 1976 Mattel lance effectivement Auto Race, le premier jeu électronique portable utilisant un affichage à base de diodes électroluminescentes (LED). Au début des années 1980, l'évolution vers la technologie LCD permet des graphismes plus détaillés et interactifs, rendant possible une nouvelle génération de jeux électroniques. Peter Oliphant (en), approché par Mattel, s'inspire du jeu informatique Hunt the Wumpus de Gregory Yob (en) pour concevoir un jeu adapté aux limitations des écrans à cristaux liquides. Afin d'exploiter la licence Donjons et Dragons récemment acquise par Mattel, il transforme les éléments du jeu : le Wumpus devient un dragon, et les obstacles et dangers prennent la forme de chauves-souris et de murs, tout en respectant l'esthétique médiévale fantastique. Cette collaboration marque une étape importante dans l'histoire des jeux électroniques portables,,.
Il s'agit effectivement d'une adaptation officielle en jeu vidéo de la licence Donjons et Dragons, du célèbre jeu de rôle rôle créé par TSR Hobbies,. Avant cela, Mattel avait exploité cette licence avec son jeu de société électronique intitulé Dungeons & Dragons : Le Labyrinthe électronique (en). Ce dernier, sorti en 1980, était une tentative précoce d'intégrer la thématique et l'univers de Donjons et Dragons dans un format électronique interactif.
Pour Peter Oliphant, Mattel Electronics cherchait à dépasser les jeux électroniques de sport classiques qui avaient marqué ses débuts, comme Baseball, Football ou Bowling. Son objectif était d'acquérir de nouvelles licences afin de diversifier son catalogue et d'offrir des expériences de jeu plus variées et innovantes. Cette stratégie visait à toucher un public plus large et à renforcer la position de Mattel Electronics sur le marché en répondant aux attentes diverses des joueurs. Janice Render (en), qui était chargée de la communication chez Mattel Electronics, a joué un rôle important dans la promotion de produits clés de la société. Elle s'est notamment concentrée sur le Horse Racing Analyzer un dispositif électronique destiné aux amateurs de courses de chevaux, et sur la console Intellivision, qui représentait une avancée technologique majeure dans l'industrie des jeux vidéo à l'époque. Son travail visait à positionner ces produits comme innovants et attrayants pour le grand public, contribuant à renforcer la présence de Mattel Electronics sur le marché des technologies de divertissement. Mattel a effectivement publié deux autres jeux vidéo sous la licence Donjons et Dragons pour sa console : Advanced Dungeons & Dragons en 1982, souvent considéré comme le premier jeu vidéo portant officiellement ce nom, et Advanced Dungeons & Dragons: Treasure of Tarmin en 1983, qui a introduit des éléments plus proches des dungeon crawlers. Par ailleurs, un troisième titre intitulé Advanced Dungeons & Dragons: Tower of Mystery a été en développement, mais ce projet n'a jamais vu le jour en tant que produit finalisé. Ces jeux étaient innovants pour leur époque et ont marqué une étape importante dans l'adaptation des jeux de rôle sur table en format vidéoludique.

## Accueil
Pour le magazine Electronic Games, le jeu « est sûr de gagner votre coeur ». Joyce Worley a apprécié le gameplay et les effets sonores, et conclut qu'il s'agit d'« une approche passionnante et novatrice du célèbre jeu fantastique ».
Kevin Hall classe ce Computer Fantasy Game parmi « les 13 meilleures versions électroniques de Donjons et Dragons », aux côtés des autres adaptations de Mattel Electronics.
Bien qu'il adore ce jeu électronique, « assez impressionnant » pour les standards de l'époque, James Maliszewski concède qu'il ressemble peu au Donjons et Dragons original, et risque de paraître « bizarre » au rôliste aguerri. Pour lui, le fait de limiter l'action à un chevalier chassant un dragon, dans un labyrinthe, avec un arc et des flèches montre qu'aucun des créateurs n'avait une réelle connaissance du matériel source.